# 러브 (드라마)
《러브》(영어: Love)는 저드 애퍼타우, 레슬리 아핀, 폴 러스트가 공동 기획한 미국의 로맨틱 코미디 드라마이며, 길리언 제이컵스, 폴 러스트, 클로디아 오도허티등이 출연한다. 넷플릭스는 본래 두 시즌 제작 명령을 내렸다. 10편으로 구성된 첫 시즌이 2016년 2월 19일에 공개되도록 제작되었으며, 12편으로 구성된 두 번째 시즌은 2017년 3월 10일에 방영되었다. 넷플릭스는 두 번째 시즌 첫 방영 전 한달 앞서 세 번째 시즌 제작 명령을 허가했다.
이 드라마는 각각 제이컵스와 러스트가 연기하는 미키와 거스 캐릭터를 통해서 남성과 여성의 연인 관계를 탐구하며, "사랑의 현실적 관점"을 보여주고 있다.

## 출연

### 주연
- 길리언 제이컵스 - 미키 돕스
- 폴 러스트 - 거스 크룩생크
- 클로디아 오도허티 - 버티 보어

### 조연
- 아이리스 애퍼타우 - 아리야 홉킨스
- 브렛 겔먼 - 그렉 콜터
- 크리스 위테스크(Chris Witaske) - 크리스 차이코푸스키
- 샤린 이 - 코리
- 케리 케니실버 - 시드
- 카일 키네인 - 에릭
- 세스 모리스 - 에번
- 트레이시 톰스 - 수잔 셰릴
- 밀라나 바인트루브 - 나탈리
- 매션 아믹 - 아리야의 엄마
- 존 로스 보위 - 롭
- 데이브 앨런 - 앨런
- 스티브 배노스 - 프랭크
- 에디 페피톤 - 에디
- 바비 리 - 트루먼
- 조던 락(Jordan Rock) - 케빈
- 마이크 미첼 - 랜디 모나한
- 색슨 샤비노 - 시모네
- 돈 포레스터(Dawn Forrester) - 드니스 홉킨스
- 마크 올리버 에버릿 - 브라이언
- 리치 소머 - 더스틴
- 커비 호웰밥티스트(Kirby Howell-Baptiste) - 베스
- 에스더 포비트스키 - 앨릭시스
- 마이클 캐새디(Michael Cassady) - 딘
- 리사 다르 - 다이엔
- 앤디 딕 - 본인
- 브리가 힐런 - 하이디 매콜리프
- 샨탈 클라렛 - 션
- 제이슨 딜(Jason Dill) - 렌
- 앨릭샌드라 러시필드(Alexandra Rushfield) - 알리 러시
- 데이브 킹 - 와이어트 메이어스
- 제이크 엘리엇 - 에이던
- 크리스틴 매캘리스터(Cristin McAlister) - 브리트니
- 마이크 핸포드(Mike Hanford) - 웨이드
- 닐 캠벨(Neil Campbell) - 카일
- 아르멘 와이츠먼 - 루비
- 팀 칼파키스(Tim Kalpakis) - 월트
- 쿨럽 빌레이샥 - 레베카
- 제이 존스턴 - 패스터
- 리즈 페미(Liz Femi) - 리즈
- 호레이쇼 산즈 - 제프
- 크리스 레드 - 저스틴
- 파울라 펠 - 에리카
- 데이비드 스페이드 - 스티븐 홉킨스
- 종먼 킴 - 빅터
- 랜덜 파크 - 토미

### 게스트
- 제시 브래드퍼드 - 칼
- 존 얼리 - 대니얼
- 조 맨드 - 제프리
- 윌 사소 - 벤
- 체이스 엘리슨 - 제이컵
- 존 에니스 - 돈
- 저스틴 윌리먼 - 마술사
- 대니 콜 - 윌리엄 디 원더
- 카를로스 아쿠냐 - 카를로스
- 로빈 터니 - 웨이벌리
- 레슬리 그로스먼 - 리즈
- 아파나 낸쉐를라 - 로런
- 티퍼 뉴턴(Tipper Newton) - 칼리
- 자니사 브라보 - 로나
- 샌드린 홀트 - 조리
- 로리 스코벨 - 게이터
- 대니얼 스턴 - 마티 덥스
- 낸시 영블럿 - 캐롤
- 제시 에니스 - 스텔라
- 에릭 에델스타인 - 드번 모나한
- 제이슨 스튜어트 - 닥터 포웰